# Leptocorticium
Genre
Leptocorticium est un genre de champignons de la famille des Corticiaceae.

## Liste d'espèces
Selon Catalogue of Life (17 mai 2012) :
- Leptocorticium capitulatum
- Leptocorticium cyatheae
- Leptocorticium sasae
- Leptocorticium tenellum
- Leptocorticium utribasidiatum